# Alessandro Guidi

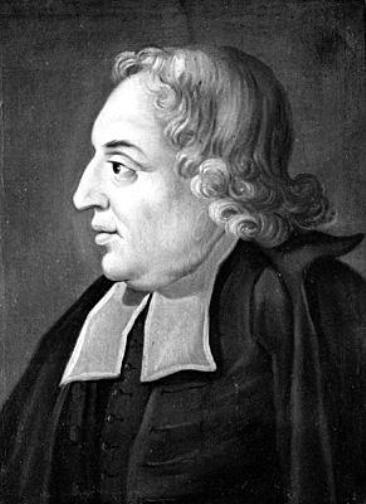
Alessandro Guidi.

Alessandro Guidi, född 1650, död 12 juni 1712, var en italiensk poet.
Guidi var först medlem av Ranuccio II Farneses hov i Parma, senare av drottning Kristinas hov i Rom. Guidi var en äkta diktarbegåvning med en för dåtiden sällsynt naturlig stil.